# Leste Alagoano
Leste Alagoano è una mesoregione dello Stato dell'Alagoas in Brasile.

## Microregioni
È suddivisa in 6 microregioni:
- Litoral Norte Alagoano
- Maceió
- Mata Alagoana
- Penedo
- São Miguel dos Campos
- Serrana dos Quilombos